# 合广高速动车组列车
合广高速动车组列车是中国铁路运行于安徽省省会合肥市及广东省省会广州市间的高速动车组列车，自2019年1月5日起开行，现每日开行3对列车，其中G3083/3066次列车客运乘务由广州局集团广九客运段担当，其余列车客运乘务均由上海局集团合肥客运段担当。

## 历史
2019年1月5日，上海局集团新增合肥南～广州南G649/650次列车。
2024年1月10日，新增合肥南～广州东G3083/3066次、G3069/3082次列车；同时配合广州白云站启用，G649/650次列车调整至广州白云站始发终到。

## 使用列车
G649/650次、G3069/3082次列车使用配属于上海局集团合肥南动车运用所的CRH380BL；G3083/3066次列车使用配属于广州局集团新塘动车运用所的CRH380B，重联运行。